# Beda Dudík
Beda Franz Dudík, född den 29 januari 1815 i Kojetín (i Mähren), död den 18 januari 1890 i stiftet Raigern, var en österrikisk historiker. 
Dudík inträdde 1836 i benediktinorden, lät 1840 prästviga sig och innehade 1840-54 lärarbefattningar i Brünn. 1851 företog han på offentligt uppdrag en färd till Sverige för att studera de under trettioåriga kriget erövrade litterära skatter, som kunde ha betydelse för Mährens historia, och 1852 anträdde han en resa till Rom, särskilt för att taga kännedom om de av drottning Kristina dit förda böhmiska böckerna och handskrifterna. Denna resa skildrade han i Iter romanum (1855). 
Efter sin återkomst fick Dudík i uppdrag av Tyska ordens hög- och stormästare, ärkehertig Maximilian, att i Wien grunda ett centralarkiv för Tyska orden. 1857 företog han på regeringens befallning en resa genom Tyskland i ändamål att genomforska dess arkiv och utnämndes samma år till mährisk rikshistoriograf. 
Under italienska fälttåget 1866 åtföljde Dudík det österrikiska högkvarteret och räddade därunder en mängd för Österrike viktiga urkunder, vilka förvarades i Venedig. 1869 följde han kejsar Frans Josef på en resa i Egypten, vilken färd han skildrade i Kaiserreise nach dem Orient (1870). 
1878 besökte Dudík för andra gången Sverige och medförde då härifrån en samling böhmiska handskrifter (av svenskarna tagna under trettioåriga kriget), vilka österrikiska regeringen genom byte erhållit av den svenska.